# Stefano Borchi
Stefano Borchi (né le 9 mars 1987 à Prato) est un coureur cycliste italien.

## Palmarès
- 2007
  - 6eb étape du Tour de Vénétie et des Dolomites (contre-la-montre)
  - 2e du Gran Premio Chianti Colline d'Elsa
- 2008
  - Coppa Sportivi Malvesi
  - 4e du championnat du monde du contre-la-montre espoirs
- 2009
  - Milan-Busseto
  - 2e étape du Giro della Pesche Nettarine di Romagna
- 2013
  - 8e étape du Tour du Venezuela

## Classements mondiaux
| Année            | 2008   | 2009 | 2010 | 2011   | 2012   | 2013 |
| ---------------- | ------ | ---- | ---- | ------ | ------ | ---- |
| UCI America Tour |        |      |      |        |        | 254e |
| UCI Europe Tour  | 1 077e | 831e | 703e | 1 221e | 1 121e |      |